# شورای روابط خارجی
شورای روابط خارجی (به انگلیسی: Council on Foreign Relations، CFR) که در سال ۱۹۲۱ در آمریکا تأسیس شده یک سازمان عضوگیر، ناشر و اندیشکده ایالات متحده آمریکا سازمان ناسودبر است که در حوزهٔ سیاست خارجی آمریکا و روابط بین‌الملل متخصص است. اعضای آن سیاستمداران قدیمی، بیشتر از دوازده وزیر امور خارجه ایالات متحده آمریکا، اداره کنندگان سی‌آی‌ای، بانکداران، وکلا، چهرهای شاخص و بزرگان رسانه گروهی هستند.
مقر شورا در نیویورک است و دفتر دیگری در واشینگتن، دی سی دارد.

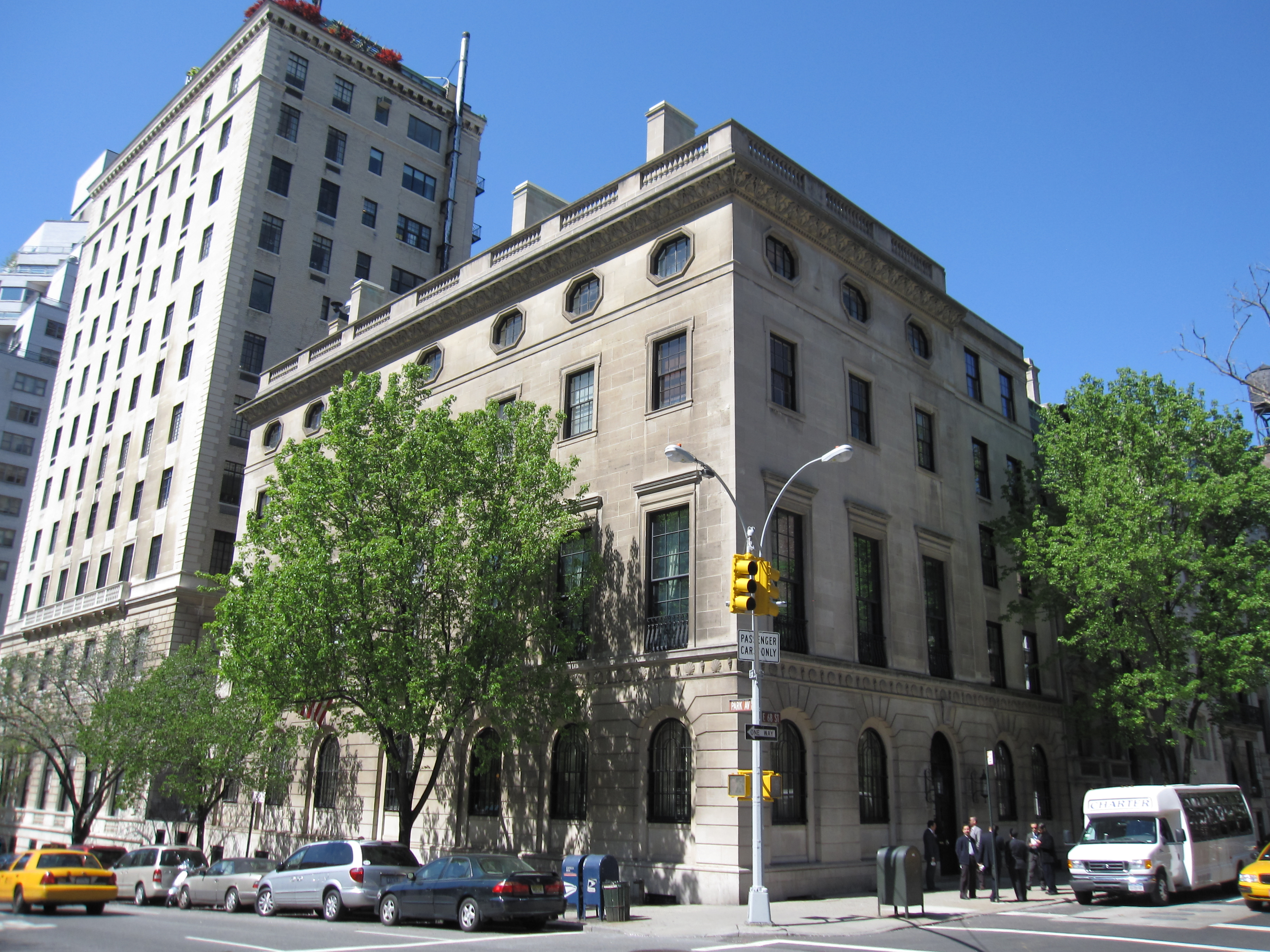
مقر شورا در نیویورک